# Merogomphus tamdaoensis
Merogomphus tamdaoensis är en trollsländeart som beskrevs av Karube 2001. Merogomphus tamdaoensis ingår i släktet Merogomphus och familjen flodtrollsländor. IUCN kategoriserar arten globalt som otillräckligt studerad. Inga underarter finns listade i Catalogue of Life.